# Evangelisch-reformierte Kirche Hohenhausen

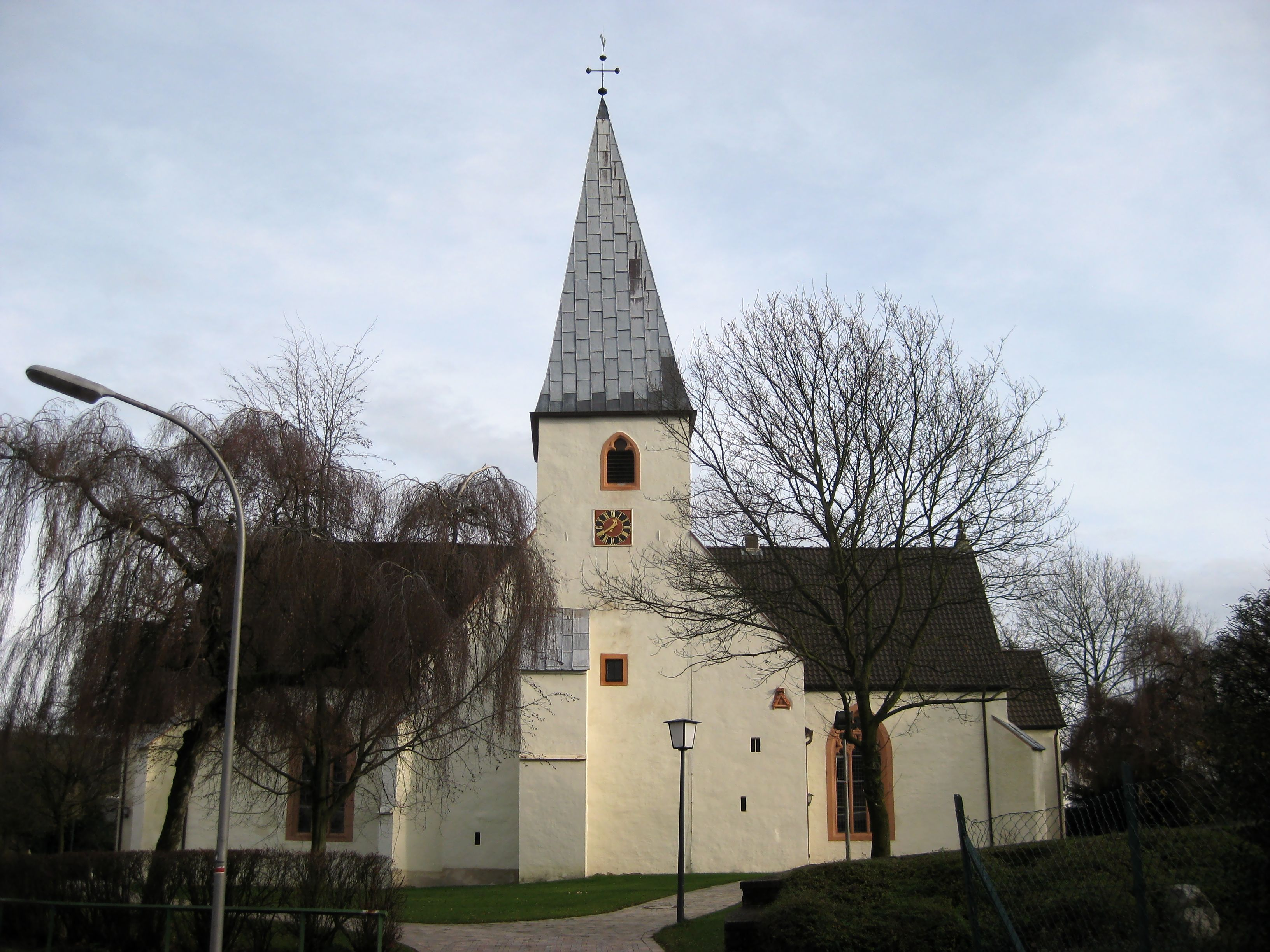
Evangelisch-reformierte Kirche

Die Evangelisch-reformierte Kirche ist ein denkmalgeschütztes Kirchengebäude im Reisental in Hohenhausen, einer Ortschaft in Kalletal im Kreis Lippe (Nordrhein-Westfalen).

## Geschichte und Architektur

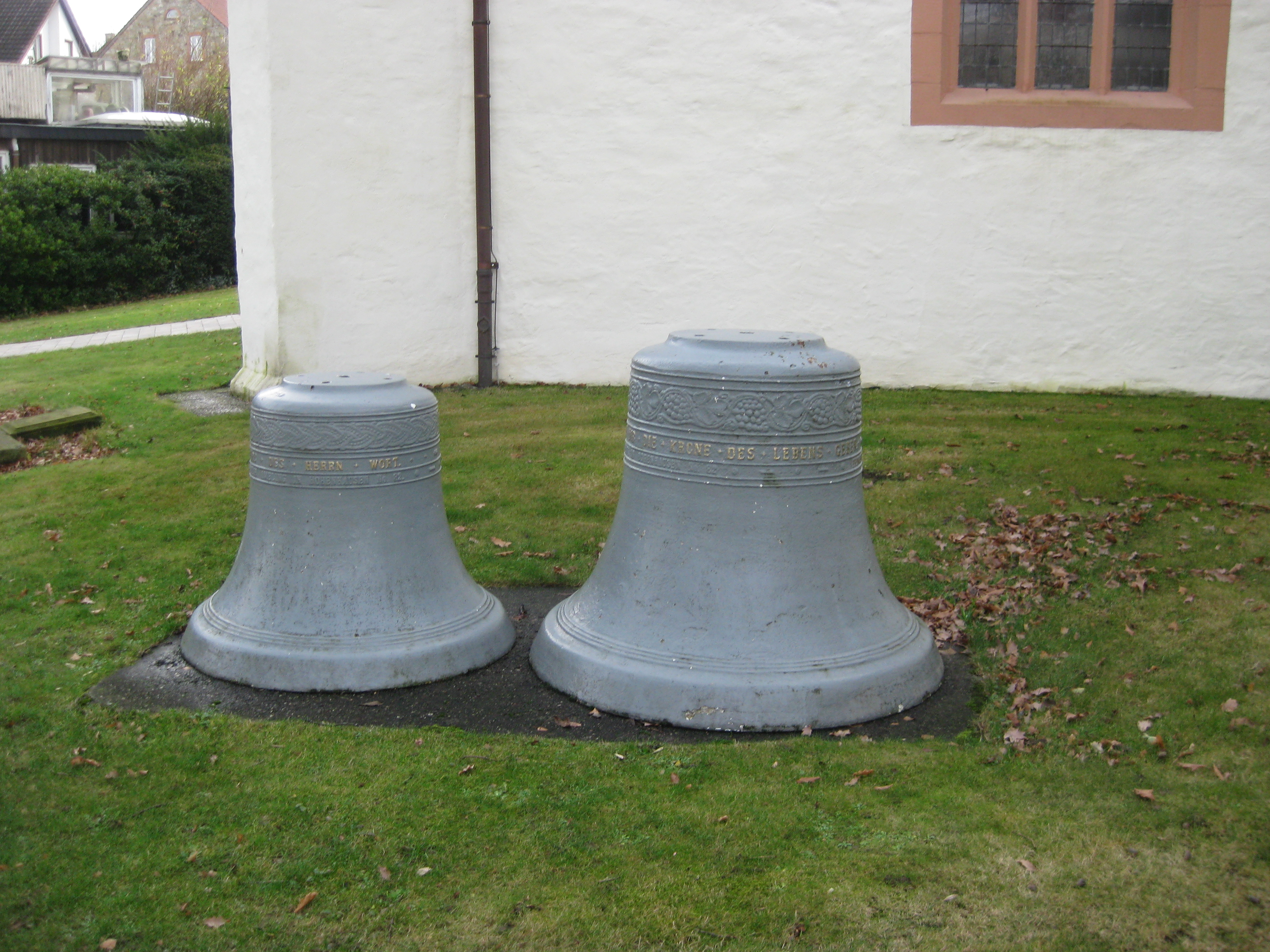
Glocken vor der Kirche

Die Kirche war ursprünglich dem hl. Paulus geweiht. Der kreuzförmige Saalbau ist durch eine neugotische Erweiterung einer romanischen Saalkirche mit einem aus der Mittelachse nach Süden verschobenem Westturm entstanden. Ein durch Grabung erwiesener, ungewölbter Bau wurde im 12/13. Jahrhundert durch die im Kern bestehende Kirche ersetzt. Der Turm mit niedrigen, später veränderten Annexräumen ist möglicherweise älter. Das Südportal ist mit 1603 bezeichnet. Das Chorjoch wurde Mitte des 14. Jahrhunderts, das Schiffjoch am Ende des 15. Jahrhunderts neu gewölbt. 1887 erfolgte eine kreuzförmige Erweiterung, zur selben Zeit wurden die Schallarkade verändert. Das Gebäude wurde von 1979/80 umfassend renoviert.
Der verputzte Bruchsteinbau wirkt schlicht. Der Chor wird durch dreibahnige Maßwerkfenster mit Drei- und Vierpässen gegliedert. Bei dem prägenden neugotischen Umbau wurde der Innenraum nach Westen ausgerichtet. Die Rippenwölbung im ehemaligen Schiffsjoch ist start gebust, der Schlussstein ist mit 1496 bezeichnet. In der Südwand des alten Chores befindet sich eine Ausgussnische mit kleeblattförmiger Rahmung und einem bärtigen Kopf. Die gegenüberliegende Nische ist mit einer gemalten Kreuzigung Christi geschmückt. Beide Nischen sind vom 14. Jahrhundert. Zu den kreuzgratgewölbten Turmräumen führen unregelmäßige Spitzbogenarkaden.

## Ausstattung
Das rohe Sandsteinrelief in der Westwand ist mit 1523 bezeichnet.
Eine Glocke mit Majuskelinschrift und Gießerzeichen wurde 1446 in der Grawick-Werkstatt gegossen. Die Turmuhr wurde 1887 eingebaut.